# Сергеев, Евгений Константинович
Евгений Константинович Сергеев (12 июля 1937, Вербилки, Московская область — 15 сентября 2007, Реутов, Московская область) — советский и российский историк, краевед, журналист, публицист, общественный деятель. Почётный гражданин Реутова.

## Биография
Евгений Сергеев родился 12 июля 1937 года в посёлке Вербилки Талдомского района Московской области.
В течение 35 лет служил в Военно-воздушных силах СССР, выйдя в запас в звании полковника.
В 1970 году заочно окончил исторический факультет Ленинградского государственного университета, в 1980 году — аспирантуру. Был кандидатом исторических наук. В 1983—1993 годах работал преподавателем Военно-воздушной инженерной академии имени Н. Е. Жуковского.
В 1976—1979 годах избирался в Балашихинский городской Совет народных депутатов.
С 1969 года стал заниматься журналистикой и публицистикой. С 1987 года был внештатным корреспондентом журнала «Авиация и космонавтика». Был автором свыше 100 статей в печати, после переезда в Реутов в 1993 году часто печатался в городской газете «Реут», выступал на местном телевидении и радио, в школах, на предприятиях, в общественных организациях.
Сделал значительный вклад в изучение истории Реутова, Балашихинского района и Восточного Подмосковья. Первоначально Сергеев занимался созданием музея истории Реутовской хлопкопрядильной фабрики, после чего заинтересовался прошлым города в целом. Автор семи книг по истории города Реутова и Восточного Подмосковья, написал несколько монографий, учебные пособия, очерк об истории Московской области и Реутовского района. Был одним из инициаторов издания школьных дневников с местной спецификой.
Сергеев был автором проекта мемориального комплекса «Всем реутовцам, погибшим за Отечество», открытого в городе на ул. Победы в 2005 году. В течение десяти лет разыскивал имена бойцов, которые были указаны на памятнике.
В 1998—2007 годах работал заместителем директора Реутовского городского историко-краеведческого музея.
Заслуженный работник культуры Московской области. Был членом Союза писателей России и Союза журналистов России. Руководил благотворительным фондом «Ковчег».
25 сентября 2002 года за большой вклад в изучение истории и развитие культуры в городе был удостоен звания почётного гражданина Реутова.
Умер 15 сентября 2007 года в Реутове.